# كوليت ليونز
كوليت ليونز (بالإنجليزية: Collette Lyons)‏ هي ممثلة أمريكية، ولدت في 3 أكتوبر 1908 في بوسطن في الولايات المتحدة، وتوفيت في 5 أكتوبر 1986 في لوس أنجلوس في الولايات المتحدة.

## وصلات خارجية
- كوليت ليونز على موقع IMDb (الإنجليزية)
- كوليت ليونز على موقع أول موفي (الإنجليزية)
- كوليت ليونز على موقع قاعدة بيانات برودواي على الإنترنت (الإنجليزية)
- كوليت ليونز على موقع قاعدة بيانات الأفلام السويدية (السويدية)
- كوليت ليونز على موقع قاعدة بيانات الفيلم (الإنجليزية)